# 植田博之
植田 博之（うえだ ひろし、4月15日 - ）は、日本のベーシスト、音楽プロデューサー。大阪府八尾市出身。血液型O型。本名 植田博司。別名義に植田ヒロシ がある。
音楽プロダクション Analog Plan.LLC代表。ハーフトーンミュージック出身。主な活動は、スタジオレコーディング、コンサートツアーサポート、セッションライブ、楽曲提供プロデュース、等。

## 概要
プロベーシスト、スタジオミュージシャンとして33年以上のキャリアを持つ。これまでに数多くの有名アーティストのレコーディングやコンサートツアーに参加。作・編曲家、音楽プロデューサーでもある。
レコードコレクターズ増刊「シティポップ1973-2019」では、「手練れのスタジオミュージシャン」として紹介されている。
2022年より、音楽プロダクションAnalog plan.LLCの代表を務める。
大学の講義に特別講師として登壇、また小学校での音楽公演を行うなど、幅広く教育分野にも力を入れている。

## 経歴
大阪在住時代 
1978年
ギターを弾き始める。
アマチュア無線技士の国家資格取得。
1981年
高校の軽音部に入部、バンド活動開始と同時にエレキベースを弾き始める。
同年、地元市民ブラスバンドに入団、コントラバスを弾き始める。
1982年
ベターデイズレコードコンテスト優勝バンド「ラレーニャ」のベーシスト浦野武司に師事。
1985年（大阪下積み時代）
多数のバンドに在籍し、大阪のライブハウス多数に出演。B#、アースウインドアンドファイターズ、など。
ダンスホール、キャバレーなどでのバンド演奏仕事開始。ラジオジングルのレコーディングワーク、音楽教室講師、専門学校臨時講師なども務める。
1990年
大阪から東京へ移住。結婚。
E-ZEE BANDのベーシストオーディションに合格し、パイオニアLDCよりメジャーデビュー。芸能事務所「渋谷評議会」とアーティスト契約。芸名「WooChang」
1stアルバム発売、全国ツアー、中国公演、TV出演等すべてに参加。
同年、TV番組『三宅裕司のいかすバンド天国』に「アースウインドファイターズ」で出演してブレイク。ビクターより、ライブアルバムCDとVHSビデオ、オリジナル曲シングルCDをリリース。
1991年
所属事務所をハーフトーンミュージックに移籍。芸名「植田ヒロシ」に変更。
数々のアーティストのライブサポート、レコーディング、TV収録に参加。福山雅治、とんねるず、未唯、詩人の血、シークレットクルーズ、白鞘慧海、浜本沙良、種市弦、安部純、馬場俊英、佐藤聖子、など。
1997年
独立してフリーランスとなる。: 芸名を「植田博之」へ変更（読みはウエダヒロシのまま）。サポートベーシストとしてさらに活動を広げながら、高円寺ジロキチ、六本木ピットインを中心に自身のリーダーセッションを定期的に開催。
1998年以降
Do As Infinity、石井竜也、Skoop On Somebody、ZAN、DA PUMP、所ジョージ、原田知世、西川峰子、東京プリン、GOLD WAX、稲垣潤一、D-51、D-LOOP、などとセッションワーク。
2003年
自宅スタジオ環境を大幅拡充。
ソニー・プレイステーションのゲーム音楽等、楽曲制作ワークを本格化。
2009年
JAZZユニット「TOKYO SMOOTH」結成。レコーディング。
2010年以降
石井竜也、エリックマーティン、池田綾子、米沢美玖、天童よしみ、あさみちゆき、石丸幹二、福原みほ、U-KISS、藤澤ノリマサ、由紀さおりらとセッションワーク、コンサートツアー等。
2020年以降
亀梨和也、けいちゃん、高橋洋子、東京女子流、伊藤蘭、マギアレコード魔法少女まどか☆マギカ外伝、など。
2021年
帝京科学大学にて特別講師として初登壇。
2022年
音楽事務所 ANALOG PLAN .LLc　設立
ソニー・プレイステーション『グランツーリスモ』の楽曲制作等。
YAMAHA公式デモ演奏動画出演。
公立小学校の学校公演でバンドコンサート開催。
2023年
事務所契約ミュージシャン拡充。
映画『バジーノイズ』の制作に関わり、ベース演奏指導。事務所契約ミュージシャンが出演。
2024年
舞台演劇「トビウオ人間vs形の無い何か」の劇中音楽を制作、演奏。主題歌のプロデュース制作。
亀梨和也 Inside23、エリック・マーティン ビルボードライブ全国ツアー、あさみちゆき武蔵野公会堂コンサート、等に参加。

### これまでの主なセッションワーク
エリック・マーティン(MR.BIG)、亀梨和也、石井竜也、浅香唯、石丸幹二、伊藤蘭、稲垣潤一、福山雅治、とんねるず、けいちゃん、吉川晃司、詩人の血、シャムロック、米澤美玖、U-KISS、原田知世、クリスタル ケイ、ゴスペラーズ、福原みほ、平井堅、藤澤ノリマサ、Do As Infinity、東京女子流、髙嶋政宏、新島弥生、観月ありさ、D-LOOP、相川七瀬、秋元順子、絢香、杏、池田綾子、mc AT、華原朋美、Skoop On Somebody、鈴木蘭々、浜本沙良、DA PUMP、CHAKA、D-51、手嶌 葵、あさみちゆき、デビー・ギブソン、川村結花、D-51、クレモン・ティーヌ、GOLD WAX、佐藤聖子、ZAN、ジェイク シマブクロ、種市弦、安部純、寺田恵子、天童よしみ、東京プリン、所ジョージ、DRM（現Dream）、西川峰子、パパイヤ鈴木とおやじダンサーズ、馬場俊英、ブラザー、コーン、フィリップ　ベイリー、BETCHIN'、堀江淳、MIE（ピンクレディ）、mou moon、メイヤ Maja、山本穣二、由紀さおり、高橋洋子、
その他多数
- NHK 「にっぽん縦断 こころ旅」主題歌「こころたび」のベースを演奏。
- ALWAYS 三丁目の夕日 主題歌「ALWAYS」のベースを演奏。
- 浅香唯　デビュー40周年記念楽曲「1985〜memories for you」サウンドプロデュース、Coアレンジ、ベース演奏。
- ソニープレイステーション『グランツーリスモ7』収録楽曲中、4曲のアレンジプロデュース、ベース演奏。
- 「シン・ジャパン・ヒーローズ・ユニバース × バンダイナムコ」プロモーションソング、高橋洋子「罪と罰 祈らざる者よ」でベースを演奏。
- ソニープレイステーション「街スベリ」全収録楽曲の、作編曲、ベース演奏。
- ソニーミュージック CHAKA 「I Found Love」編曲、ベース
- 「マギアレコード魔法少女マギカ」音楽の、ベースを演奏

### 主なレコーディング参加作品
- 浅香唯「1985〜memories for you」（プロデュース作品）
- 伊藤蘭 「Shibuya Sta.Driven'Night」
- ソニー グランツーリスモ7 収録曲４曲担当（プロデュース作品）
- Keichanアルバム「聴十戯画」
- 石井竜也 アルバム「LOST MESSAGE」
- 東京女子流 アルバム「ノクターナル」
- 米澤美玖 アルバム「Gift From Amusement」
- 高橋洋子 マキシシングル「EVANGELION ETERNALLY」
- あすか美生「いのちのことば」日本コロンビア
- 石井竜也 コンサートブルーレイ「JIN 陣」ソニーミュージック
- U-KISS「Spring Love」エイベックスエンタテイメント
- AniMeja「Ghibli Songs」
- JENNIFER「COVER Love Songs」
- 石丸幹二「My Musical life」
- 杏「妖怪人間ベム〜ベラ ボサノバver.」
- 石井竜也 LIVEコンサートDVD「月日の塔」ソニーミュージック
- 石井竜也 シングル「はなひとひら」ソニーミュージック
- 石井竜也 シングル「旅の途中で」ソニーミュージック
- 石井竜也 シングル「STONE」ソニーミュージック
- 石井竜也 アルバム「White Canvas」ソニーミュージック
- 石井竜也 アルバム「PENDULUM」ソニーミュージック
- 石井竜也 アルバム「MOON&EARTH」ソニーミュージック
- 石井竜也 LIVEコンサートDVD「輪廻秋月」ソニーミュージック
- 池田綾子 LIVEコンサートDVD「おとぎふと」
- 池田綾子 アルバム「gradation」
- エリック・マーティン LIVEコンサートDVD「Special Night In Tokyo」
- エリック・マーティン アルバム「MR.VOCALIST 3」
- エリック・マーティン アルバム「MR.VOCALIST 2」
- クレモンティーヌ アルバム 「Bossa Du Anime〜Clementine」
- mink アルバム「mink II 〜endless love〜」
- Do As Infinity「Heart」エイベックスエンタテイメント
- Do As Infinity「We are」エイベックスエンタテイメント
- Do As Infinity「Oasis」エイベックスエンタテイメント
- Do As Infinity ベストアルバム「Do As Infinity」エイベックスエンタテイメント
- DA PUMP アルバム「EXPRESSION」エイベックスエンタテイメント
- Dream アルバム「DRM」エイベックスエンタテイメント
- タニザワトモフミ「東京ハロー」VAP Japan
- D-51 アルバム「ALWAYS」
- D-51 シングル「ALWAYS」（映画『ALWAYS 三丁目の夕日』エンディングテーマ）
- D-51、アルバム「2GETHER」
- 稲垣潤一 アルバム「endlesschain」
- CHAKA アルバム「I Found Love」（プロデュース、アレンジ、ベース担当）
- 吉川みき アルバム「MIKI YOSHIKAWA's PIANO-CORE ENSEMBLE series VOL1」（プロデュース、プログラミング、ベース担当）
- GOLD WAX「きみはちょうどいい」ポリスターレコード
- E-ZEE BAND「ペイズリーラバー」パイオニアLDC
- SECRET CRUISE アルバム「TELL YOU WHAT」エピックソニー

### 映画・TV番組
- 映画 バジーノシイズ：ベーシスト「陸」を演じた、柳俊太郎さんのベース演奏指導。
- 映画 ALWAYS 三丁目の夕日：主題歌「ALWAYS」のベースを演奏。
- TV番組 NHK「にっぽん縦断 こころ旅」：主題歌「こころたび」でベースを演奏。
- 映画 乳房（根岸吉太郎監督、伊集院静原作）：ベーシストとして出演。
- TV番組 「ダウンタウンDX」：初代主題歌「カルシウムが足りない」でベースを演奏。

### TV出演
- 種市弦の注文の多い音楽会TV
- Panasonic 3D Music Studio
- 僕らの音楽
- ミュージックステーション
- カウントダウンTV
- 音楽人みゅーじん
- ポップジャム
- Do As Infinityライブ特番
- イカすバンド天国
- オールナイトフジ
- とんねるずのみなさんのおかげです
- とんねるずの生でダラダラいかせて!!

### 雑誌関係
- PATIPATI（紹介記事）
- ヤングジャンプ（表紙）
- ベースマガジン（記事提供）
- 月刊アドリブ（紹介記事）
- レコードコレクターズ増刊「シティポップ1973-2019」（紹介記事）

## 共演アーティスト
- 相川七瀬
- 浅香唯
- 秋山久美
- 秋元順子
- あさみちゆき
- a-min
- アルベルト・シロマ（ディアマンテス）
- 杏
- 池間アカネ
- 石井竜也
- 伊藤蘭
- E-ZEE BAND
- 稲垣潤一
- 井上睦都実
- 井出泰彰
- 今滝真理子
- 宇井かおり
- エリックマーティン
- m.c.A・T
- 大橋えり
- 華原朋美
- KATSUMI
- 亀梨和也
- 川崎真理子
- 川村結花
- KYOKO
- 清貴
- くま井ゆう子
- クレモンティーヌ
- けいちゃん
- GOLD WAX
- 近藤ナツコ
- グッチ祐三
- Crystal Kay
- ゴスペラーズ
- 佐藤聖子
- 真田カオル
- ZAN
- SECRET CRUISE（元 シャムロック）
- 詩人の血
- SHIME
- JENNIFER
- ジョニーグラハム (EW&F)
- しらさやえみ
- シンシア
- NAOYA（元 ZOO)
- ZOOCO（元 エスカレーターズ）
- 杉原徹（てつ100％、Eiji&Tetsu）
- Skoop On Somebody
- 鈴木蘭々
- 高橋洋子
- 田中昌之（元 クリスタルキング）
- タミザワトモフミ
- 種市弦
- タイロン橋本
- W
- DA PUMP
- CHAKA
- Char
- D-51
- D-LOOP
- ツイン・フィズ
- 都築恵理
- 手嶌葵
- 寺田恵子
- Do As Infinity
- 東京女子流
- 東京プリン
- 所ジョージ
- DRM（現 Dream）
- とんねるず
- 新島弥生
- 西川峰子
- パパイヤ鈴木とおやじダンサーズ
- 馬場俊英
- 浜本沙良
- 原田知世
- 平井堅
- B#
- 藤澤ノリマサ
- 福原美穂
- 福山雅治
- ブラザー・コーン
- フィリップ・ベイリー
- BETCHIN'
- 堀江淳
- マリベス
- 真織由季
- MIE（ピンクレディ）
- 溝口肇
- mink
- 宮西希
- MEJA
- moumoon
- 矢井田瞳
- 山口晶
- 山本譲二
- 横山輝一
- 吉川みき
- Rin'